# Aliquippa (hövding)

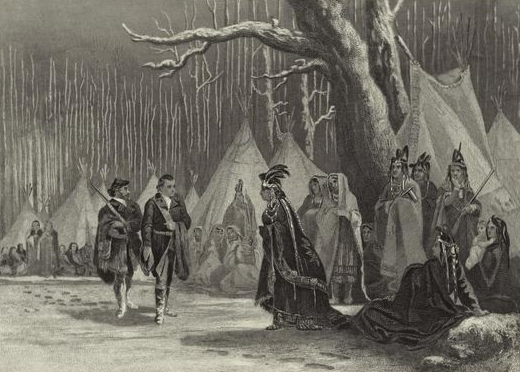
George Washington och Cristopher Gist besökte drottning Aliquippa 1753.

Aliquippa, född okänt år, död 1753, var en uramerikansk hövding. Hon var hövding av Senecastammen och är känd som en viktig allierad till britterna under upptakten till de fransk-indianska krigen.